# A Very Special Love
A Very Special Love (v českém překladu Velmi zvláštní láska) je filipínská romantická komedie z roku 2008 režírovaná Cathy Garcia-Molinovou.

## Děj
Miguel Montenegro je nejmladší ze sourozenců Montenegro, bohaté filipínské rodiny, který vede pánský časopis Bachelor vydávaný vydavatelstvím Magazine Publishing Company. O setkání s ním sní Laida Magtalas. Kvůli němu Laida požádá o práci asistentky ve vydavatelství Magazine Publishing Company. Práci dostane, ale zjistí, že Miguel není takový, jakého si ho představovala. Je necitlivý a samolibý. Laida se nicméně i přesto snaží, aby se Miguel začal více usmívat.
Miguelovým úkolem je zvýšit prodej časopisu Bachelor, jinak mu hrozí zánik. Kvůli tomu požádá Laidu, aby do jedné restaurace, kde má schůzku se slečnou, donesla kytici květin jako omluvu slečně, že přijde později. Při předání květin se slečna rozzlobí a odejde. Laida se rozhodne zůstat v restauraci, dokud Miguel nepřijde. Protože sedí zády ke vchodu, Miguel po příchodu do restaurace v domnění, že je to stále čekající slečna, Laidu políbí.
Jednoho dne je Laida požádána, aby zanesla Miguelovi nějaké dokumenty do jeho bytu, protože Miguel nemůže přijít do zaměstnání. Laidě se nechce, ale dokumenty přesto odnese. V Miguelově bytě zjistí, že Miguel je nemocný a snaží se ho uzdravit. To se jí nakonec i povede, nicméně díky tomu zůstala v Miguelově bytě přes noc a při tom zmešká oslavu matčiných narozenin, což se příliš nelíbí Laidiným rodičům.
Od té doby se Miguel začne měnit. Nejprve v době oběda svolá schůzku, na které svým podřízeným podá k obědu pizzu. Později přijde i na popracovní schůzku svých podřízených.
Miguel a jeho tým dokončí proměnu časopisu Bachelor. K této události Miguel zorganizuje slavnostní večírek. Vydá se do domu svého otce, kde otci a svým nevlastním sourozencům předá pozvánky. Při té příležitosti dojde mezi Miguelem a jeho nevlastními sourozenci k rozepři a chce odejít. Před odchodem ho zastaví jeho otec a povídají si. Miguel mu nakonec řekne, že se necítí být plnohodnotným členem rodiny, protože musí pořád někomu něco dokazovat, a odejde.
Na večírek nakonec Miguelův otec a nevlastní sourozenci přijdou. Miguel je ale tak zoufalý, že pouze odhalí novou obálku časopisu Bachelor a odejde pryč. Naštve i Laidu, se kterou se pak chce udobřit, protože si uvědomí, že mu je blízká. Večer se vydá za nevlastním bratrem Arturem do rodinného podniku a předá mu žádost o místo. Arturo se ho ptá, proč by ho měl přijmout, na což mu Miguel odpoví, že už má sice něco za sebou, ale že se má stále co učit. Po této odpovědi ho Arturo okamžitě přijme. Druhý den ráno Miguel pro Laidu přichystá překvapení a Laidě se omluví. Společně se pak procházejí v dešti.

## Obsazení
| Sarah Geronimo                         | Laida Magtalas      |
| John Lloyd Cruz                        | Miguel Montenegro   |
| Dante Rivero                           | Luis Montenegro     |
| Rowell Santiago                        | Arturo Montenegro   |
| Johnny Revilla                         | Roger Montenegro    |
| Bing Pimentel                          | Alice Montenegro    |
| Daphne Oseña-Paez                      | Anya Montenegro     |
| Eugene Reyes                           | Alicin manžel       |
| Al Tantay                              | Tomas Magtalas      |
| Irma Adlawan                           | Baby Magtalas       |
| Bernard Palanca                        | Mon                 |
| Matet De Leon                          | Zoila               |
| Joross Gamboa                          | John Rae            |
| Gio Alvarez                            | Vincent             |
| Will Devaughn                          | Cris                |
| Miles Ocampo                           | Rose Magtalas       |
| Arno Morales                           | Stephen Magtalas    |
| Andrei Garcia                          | Lio Magtalas        |
| Kalila Aguilos                         | Violy               |
| C. J. Javarata                         | Julian              |
| J. P. Pascual                          | Ronald              |
| Maris Dimayuga                         | Angie               |
| Gail Nicolas                           | Janis               |
| Paw Diaz                               | Mitch               |
| Marianna del Rio                       | Dianne              |
| Precious Adona                         | Smilla Bring        |
| Carlo Cannu                            | Smilliho manažer    |
| Mickey Estrada                         | Miguelův kamarád    |
| Dodie Acuna                            | Miguelův kamarád    |
| Angeli Gonzales (jako Anjeli Gonzales) | Miguelova neteř     |
| Jaco Benin                             | Miguelův synovec    |
| Raymond Lim (jako Raymund Lim)         | Miguelův synovec    |
| Tessie Villarama                       | palubní personál    |
| Deo Buenafe                            | palubní personál    |
| Robert Gallardo                        | palubní personál    |
| Epifania Limon (jako Panying Limon)    | kancelářský technik |